# Aspidiella rigida
Aspidiella rigida är en insektsart som beskrevs av Ferris 1941. Aspidiella rigida ingår i släktet Aspidiella och familjen pansarsköldlöss.
Artens utbredningsområde är Panama. Inga underarter finns listade i Catalogue of Life.